# Lit à baldaquin
Ne pas confondre avec le lit à colonnes, dont le ciel est tenu par quatre colonnes.

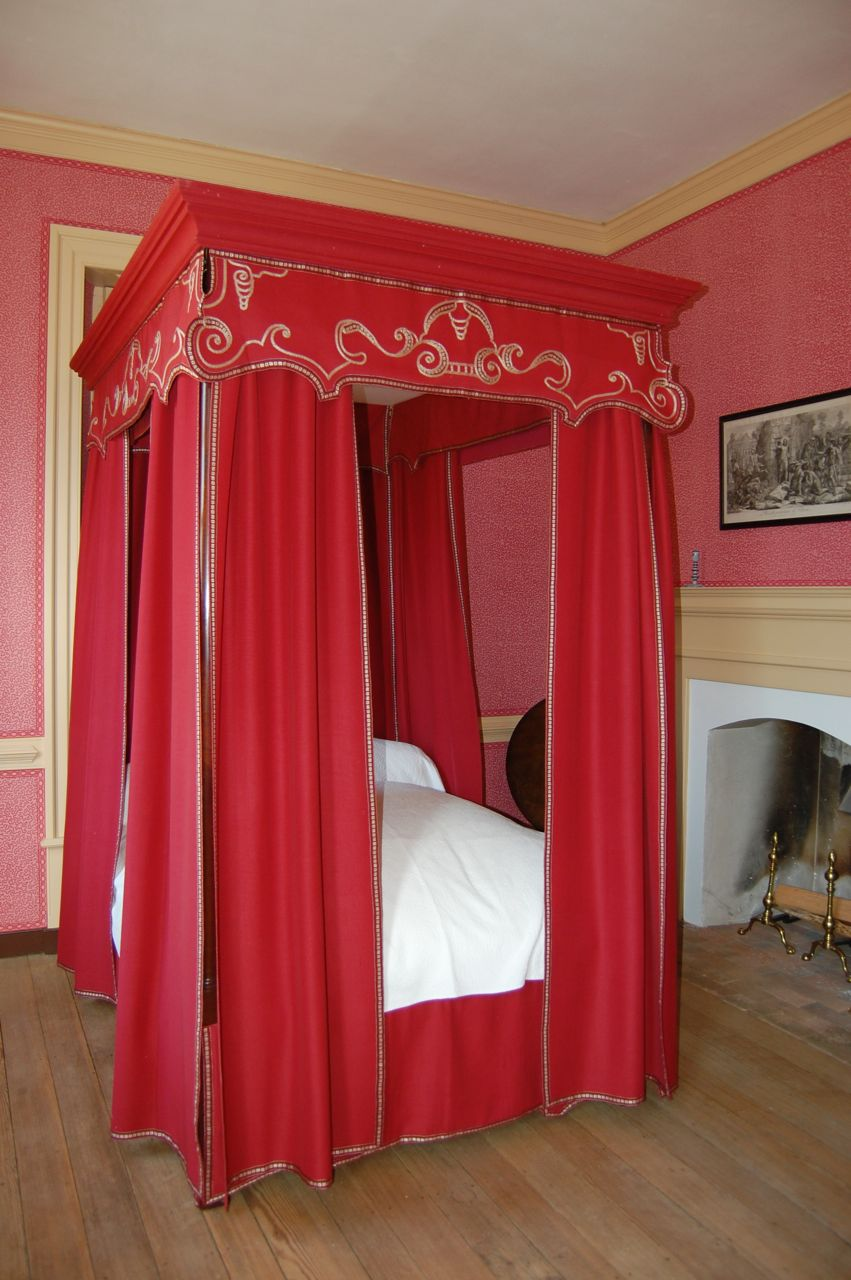
Lit à baldaquin.

Un lit à baldaquin est un lit dont la forme, adoptée vers 1490 dans les maisons riches, consiste en un baldaquin en bois ou en métal d'où descend un drapé (voilure accrochée en rideau, en simple liseré ou suspendue en ciel de lit) et en un châlit fait à l'origine de colonnes de bois ou quenouilles à chaque angle (ce qui le rapproche du lit à colonnes) puis le plus souvent d'un ciel tenu au mur, en porte-à-faux.

## Histoire

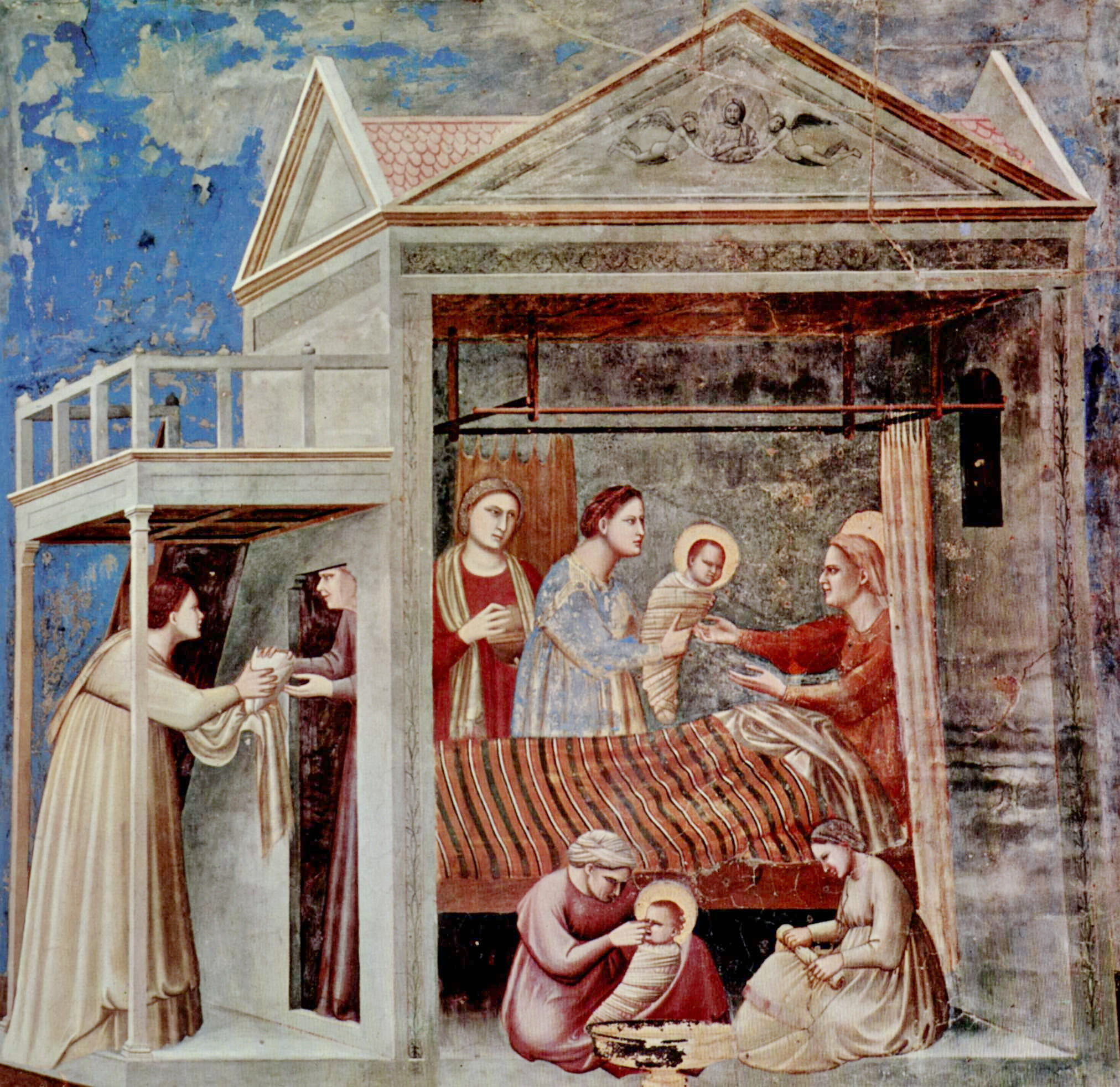
Avant l'apparition du baldaquin : un lit encourtiné de lés d'étoffe tombant de tringles fixées au plafond, fresque, Italie, vers 1303/1305.

Le lit à baldaquin se développe essentiellement dans les pays aisés à la fin du XVe siècle à la Renaissance. Il a à l'origine un rôle plus utilitaire que décoratif : les courtines, rideaux qui peuvent clore complètement le lit (tentures en tissus mats et d’une matière assez lourde) sont utilisées par les seigneurs et les nobles dans l'Europe médiévale pour conserver la chaleur et préserver l'intimité car leurs serviteurs dorment souvent dans la même pièce. Il est conçu de manière que l'on puisse dormir en position assise, avec des coussins pour surélever la tête, ce qui explique la longueur restreinte des lits de cette époque. Jusqu'au XVIe siècle, ce lit est assez simple et sobre, même celui utilisé par les nobles. Lié à la notion de prestige, il devient à cette époque plus ouvragé, le luxe de la maison se concentrant notamment sur la literie : les armoiries des propriétaires s'étalent sur le ciel de lit, le dossier, les oreillers ; les travaux sculptés sur la tête de lit et les colonnes deviennent fréquents. Ce lit peut même devenir un meuble d'apparat. Exécuté dans des bois précieux et souvent placé sur une estrade dans la salle d'apparat, il a pour but de donner une impression de faste et de somptuosité. Il sert également aux puissants qui donnent audience allongés sur leur lit de jour (à l'origine du lit de justice du roi). 
Il devient courant dans tous les milieux sociaux au XVIIe siècle.

## Variantes

Variantes du lit à baldaquin
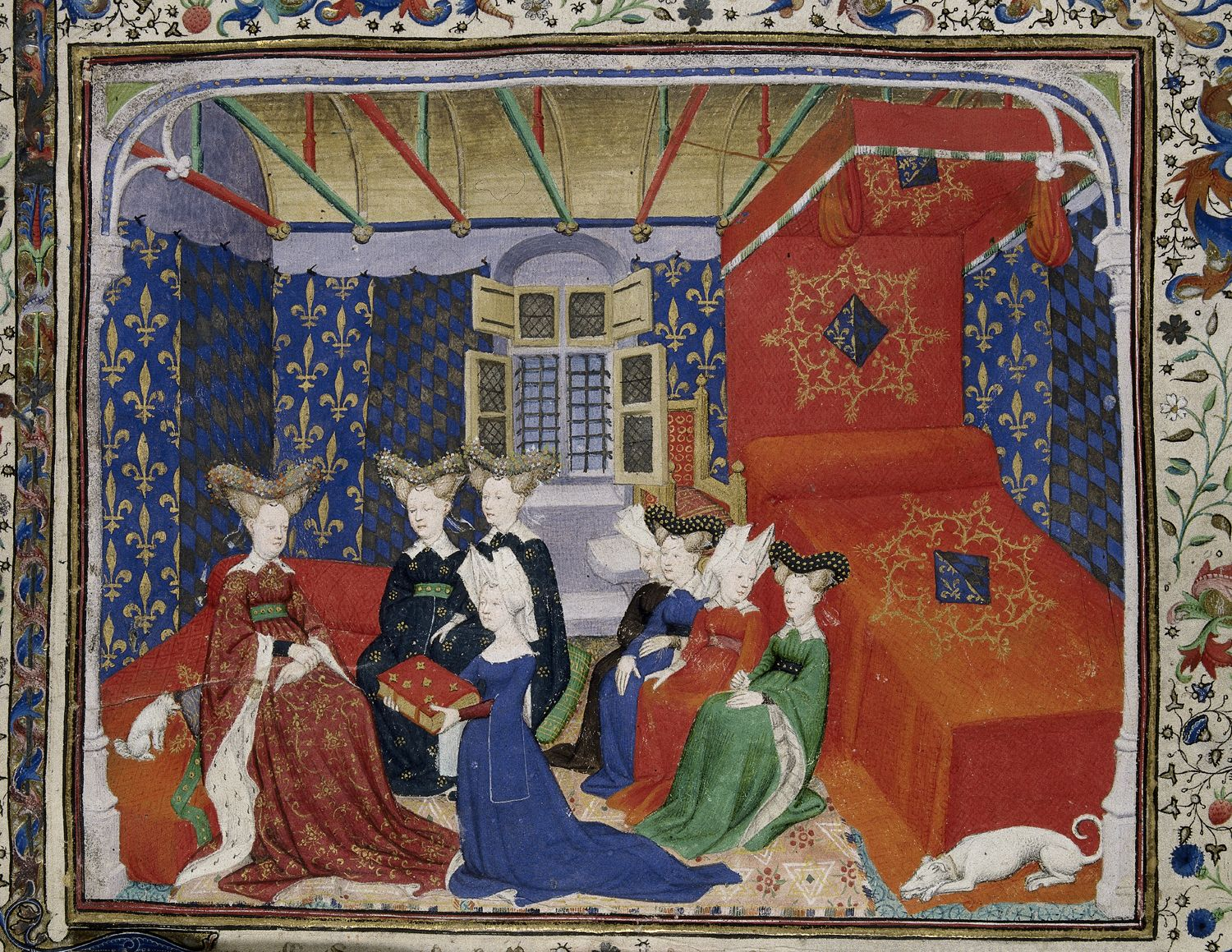
Lit à ciel suspendu, « fond[N 2] », « dosseret » et courtepointe garnis d'étoffe brodée, France, miniature, vers 1410.
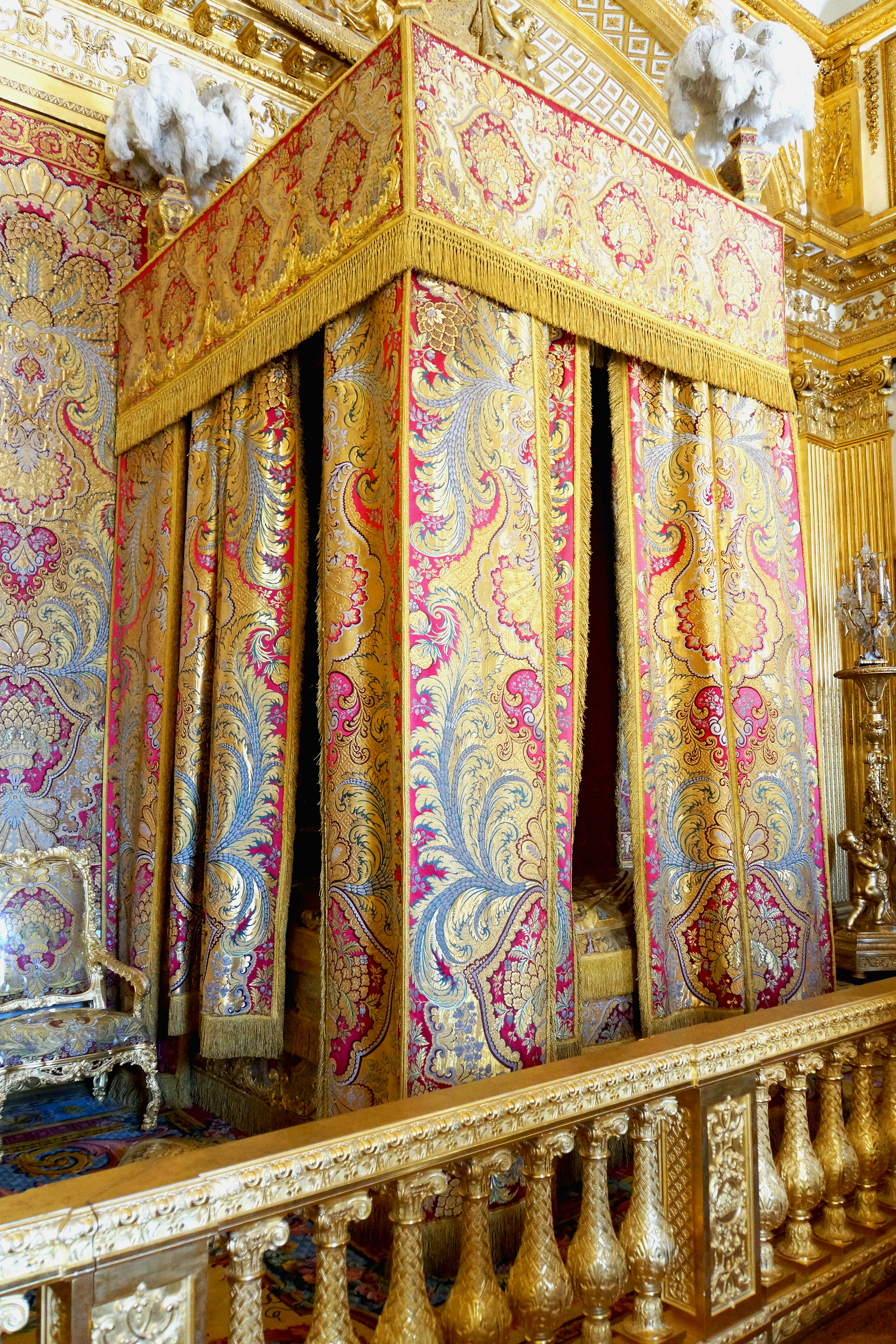
Lit à la française, France, chambre d'apparat du roi Louis XIV, château de Versailles.
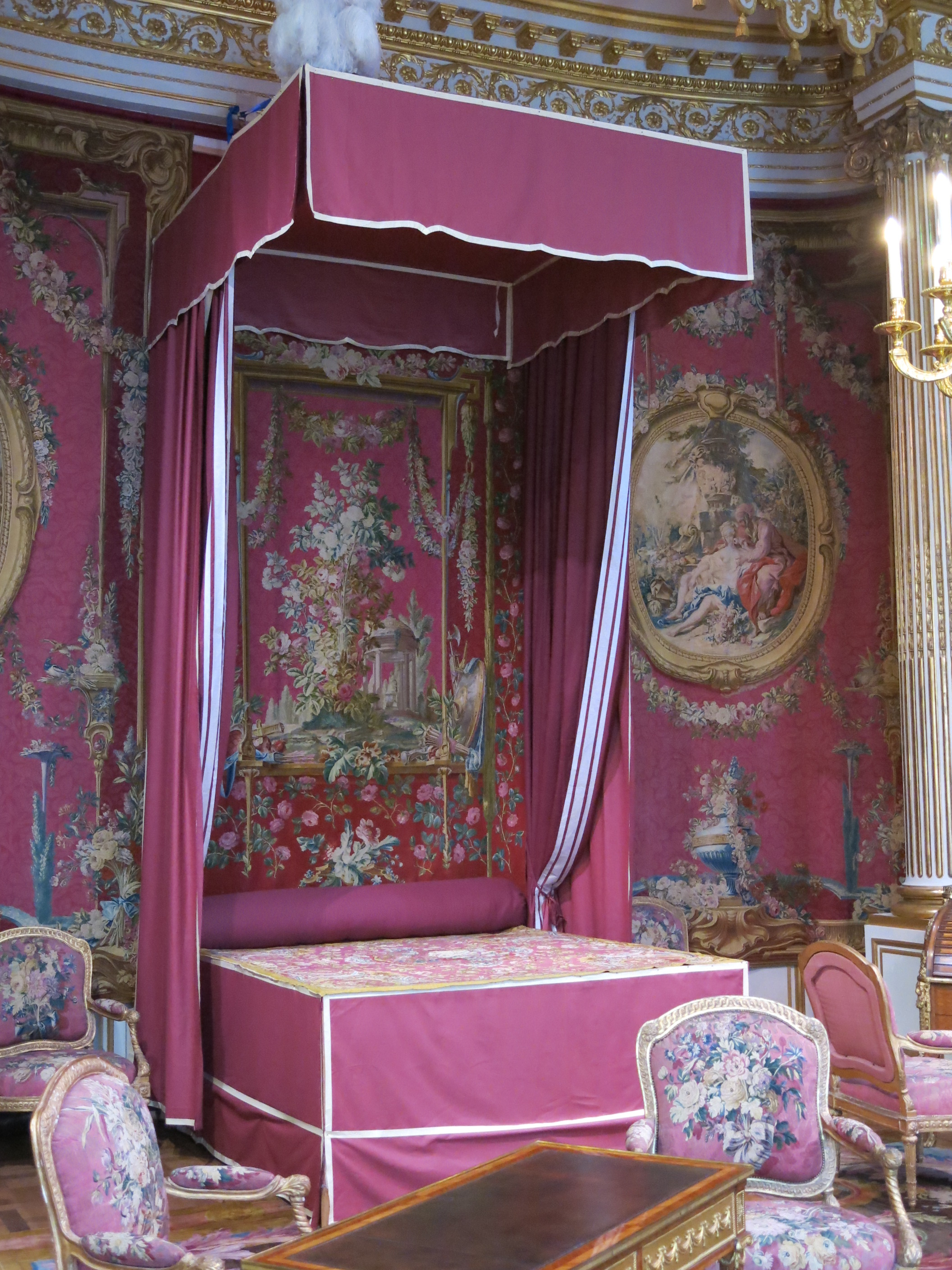
Lit à la duchesse, France, 1766, Moreau-Desproux, (maquette) Musée du Louvre, Paris.
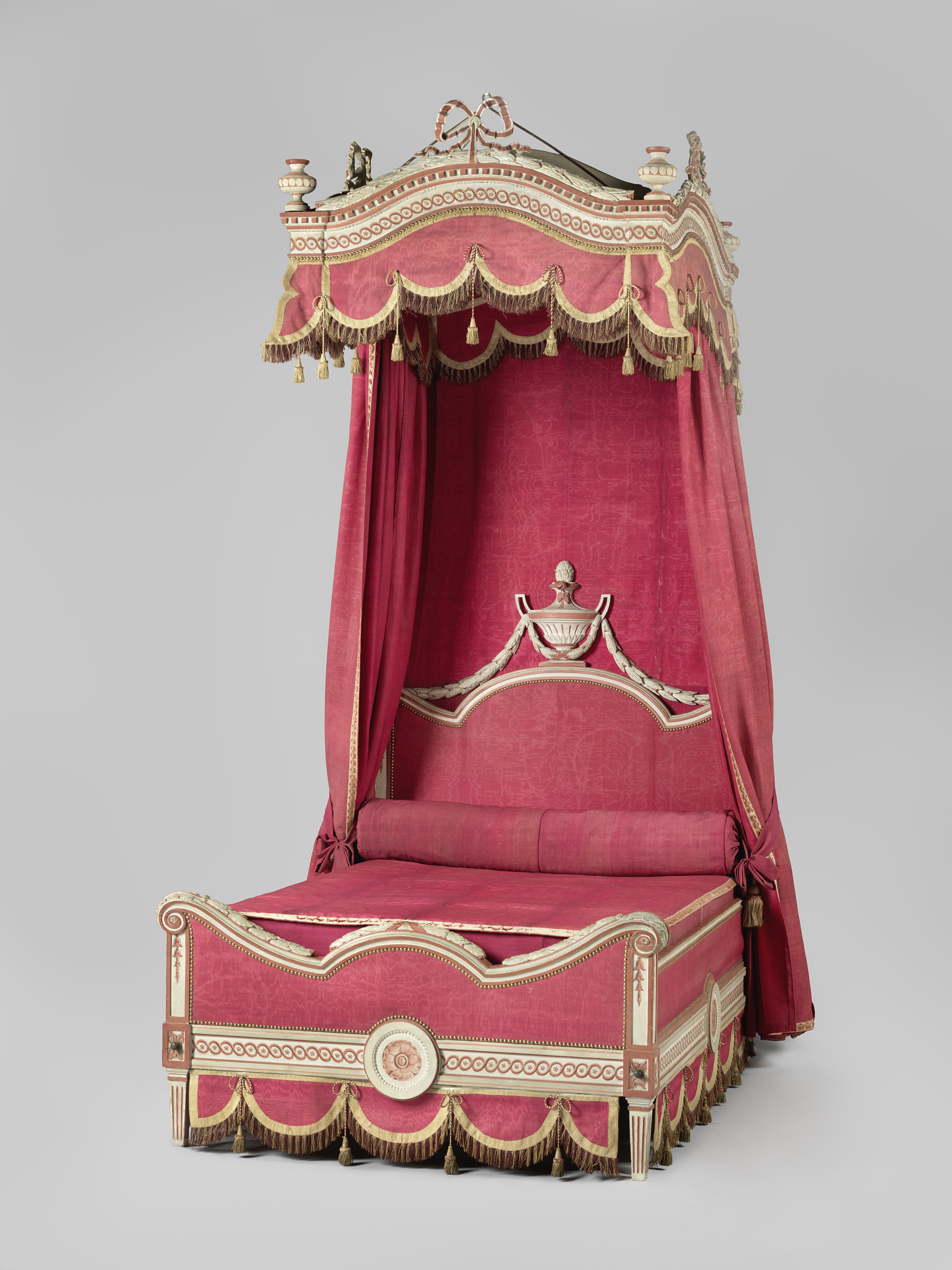
Lit à l'ange, Pays Bas, vers 1775-1800, coll. Rijksmuseum Amsterdam.
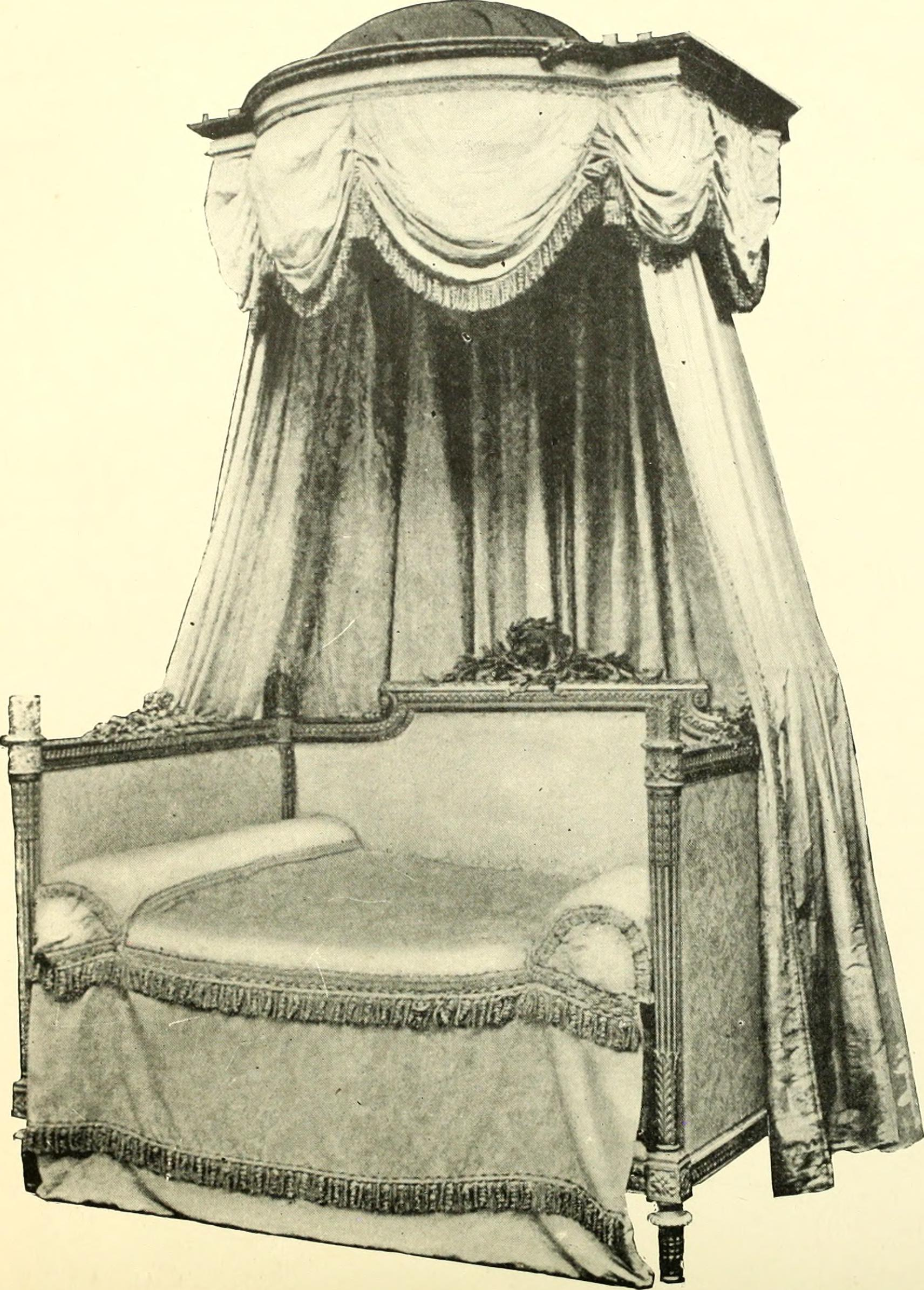
Bois de lit à trois dossiers, 2e moitié XVIIIe s., style Louis XVI, dais en forme de dôme.
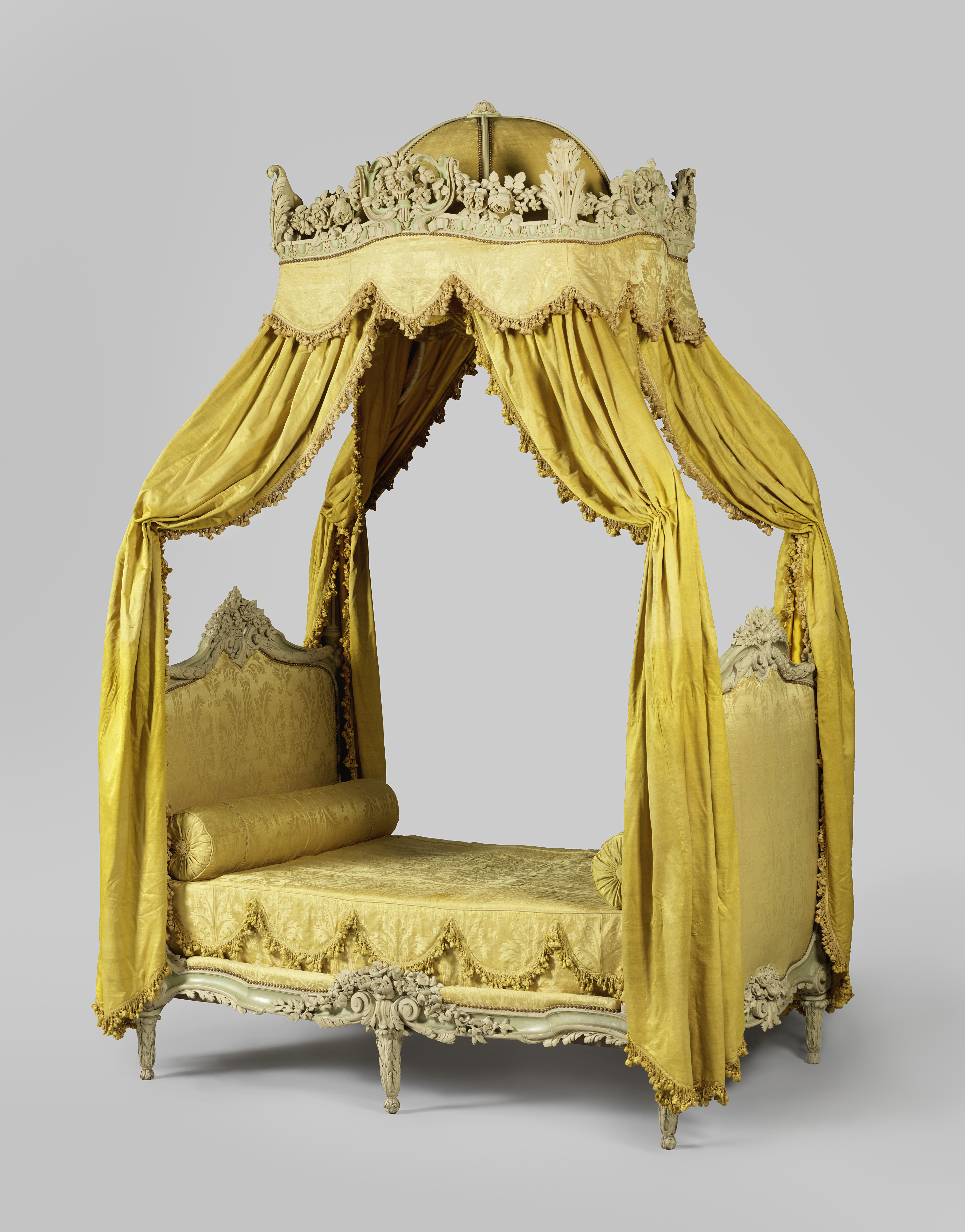
Lit à la polonaise, France, vers 1775 (Louis XVI), coll. Rijksmuseum Amsterdam.
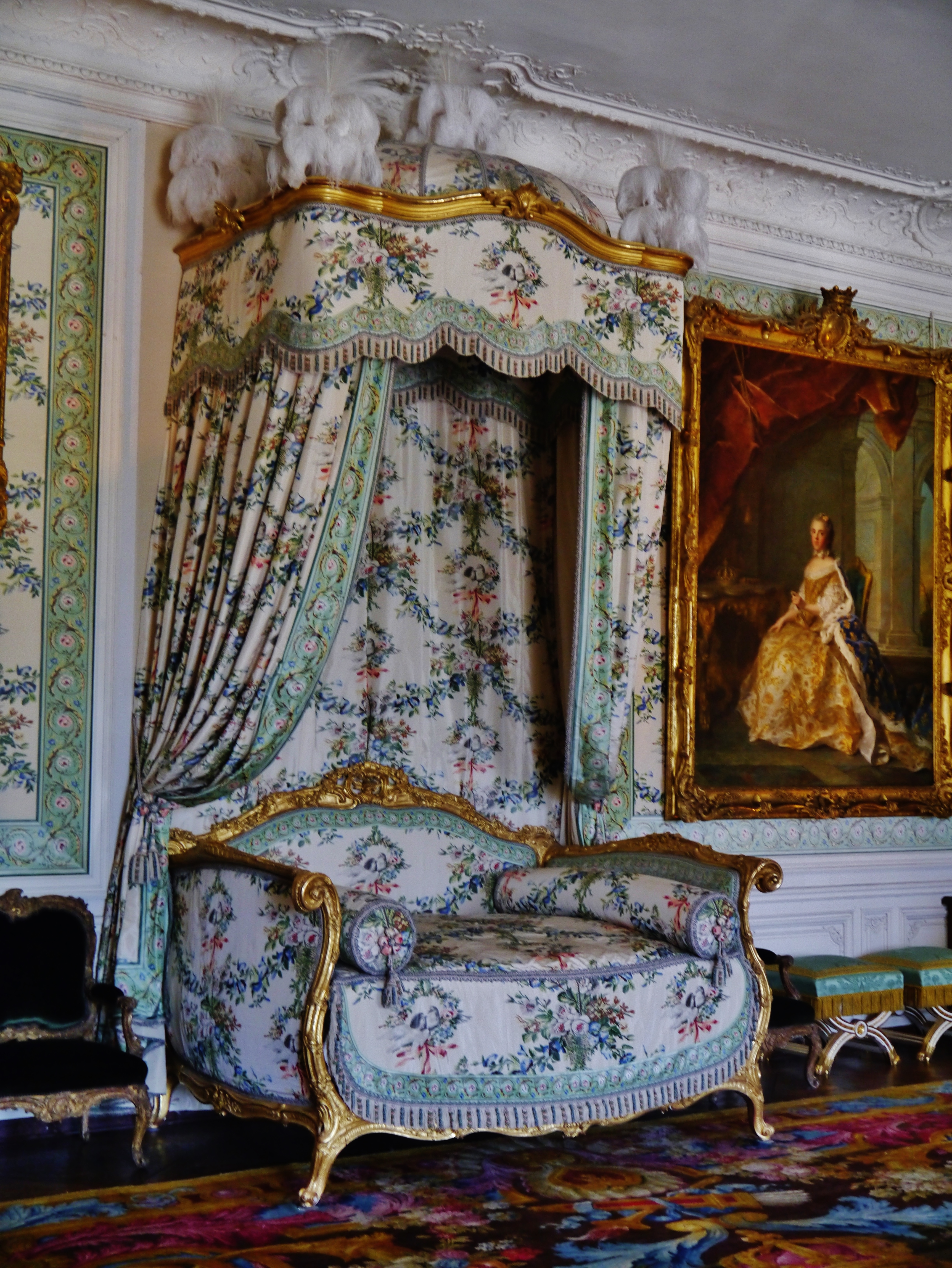
Lit à la turque à trois dossiers, France, vers 1775 (Louis XVI), château de Versailles.
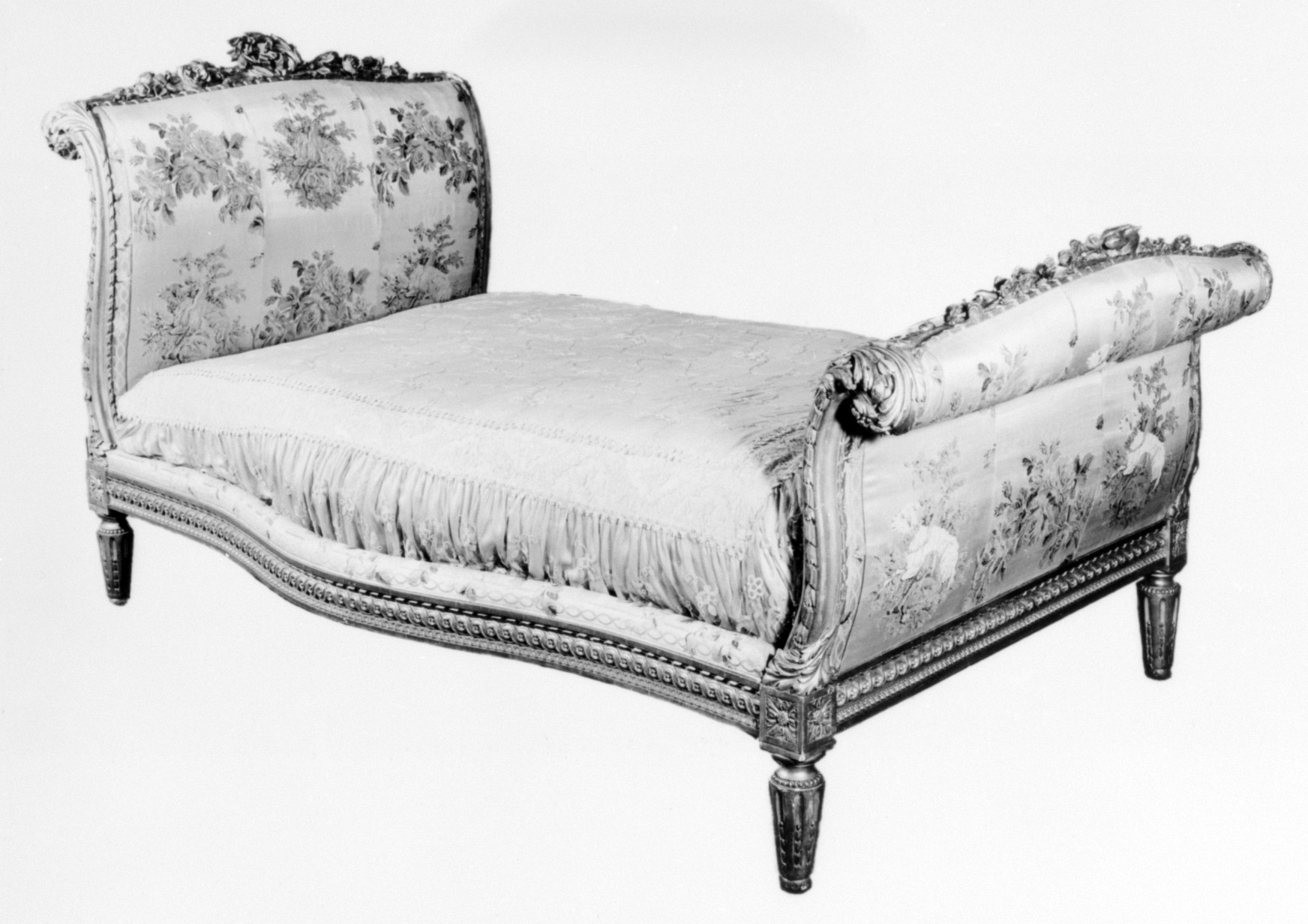
Lit à la turque, dossier et dais manquants, France, vers 1780 (Louis XVI), coll. MET, New York City.
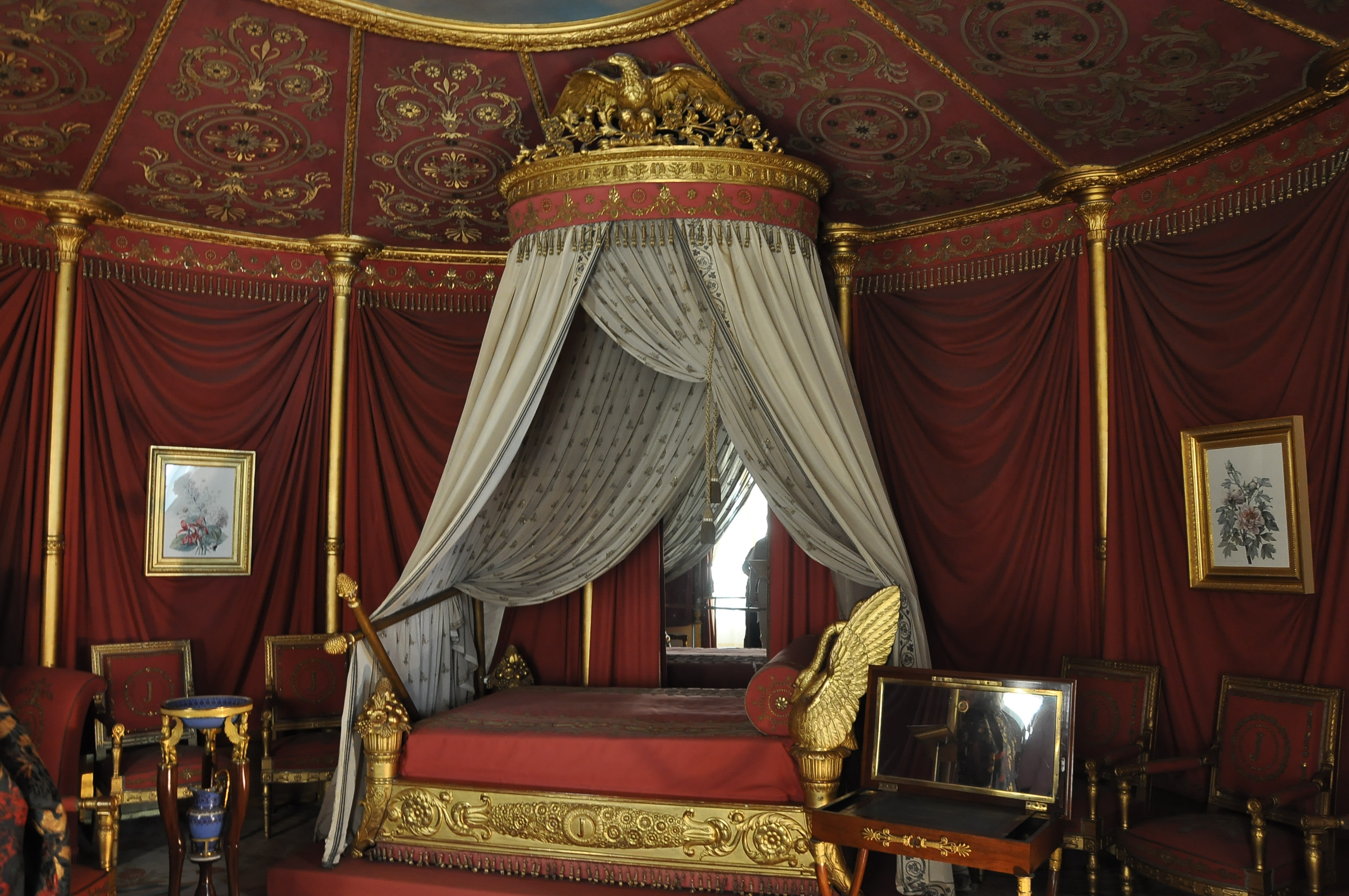
Lit de parade à impériale France (restitution), chambre de Joséphine de Beauharnais, château de Malmaison.

- Lit à la duchesse,
France,
1766, Moreau-Desproux,
(maquette[4])
Musée du Louvre, Paris.
- Lit à l'ange,
Pays Bas,
vers 1775-1800,
coll. Rijksmuseum Amsterdam.
- Bois de lit à trois dossiers, 2e moitié XVIIIe s., style Louis XVI, dais en forme de dôme.
- Lit à la polonaise,
France,
vers 1775 (Louis XVI),
coll. Rijksmuseum Amsterdam.
- Lit à la turque à trois dossiers, France,
vers 1775 (Louis XVI),
château de Versailles.
- Lit à la turque, dossier et dais manquants, France,
vers 1780 (Louis XVI),
coll. MET, New York City.
- Lit de parade à impériale
France (restitution[5]), chambre de Joséphine de Beauharnais, château de Malmaison.